# Tornei calcistici di guerra in Italia 1943-1945
Nelle stagioni sportive 1943-1944 e 1944-1945, il campionato italiano di calcio non venne disputato a causa della seconda guerra mondiale. Tuttavia il calcio non si fermò ed il campionato di Serie A venne sostituito da varie competizioni a livello locale, non tutte però ritenute ufficiali.

## 1943-1944
A inizio luglio 1943, preso atto della particolare situazione bellica che rendeva difficoltosi gli spostamenti, la FIGC stabilì che per la stagione 1943-1944, in luogo dei campionati nazionali regolari a girone unico, si sarebbe disputato un campionato misto A-B di guerra. Secondo il progetto del marchese Luigi Ridolfi Vay da Verrazzano, presidente della Federazione, il suddetto campionato misto A-B, sarebbe stato impostato su tre gironi interregionali di 12 squadre su base territoriale; le migliori due classificate di ogni girone avrebbero preso parte al girone finale nazionale a sei squadre per l'assegnazione del titolo, mentre l'ultima di ogni girone sarebbe retrocessa in Serie C; le escluse dal girone finale avrebbero preso parte a un torneo di consolazione (in un primo momento la Coppa Italia, successivamente la Coppa Federale); inoltre furono bloccati i trasferimenti dei giocatori da una squadra all'altra. Il piano tuttavia parve inattuabile già dopo alcune settimane a causa dell'aggravarsi della situazione bellica dell'Italia: ai molti calciatori partiti per il fronte, ai campi sportivi sinistrati e allo sfollamento delle grandi città in conseguenza dei bombardamenti nemici, si aggiunse nel luglio 1943 l'invasione della Sicilia da parte degli Alleati che minacciavano ormai di sbarcare nella penisola.  Il 23 luglio 1943 il Partito Nazionale Fascista, preso atto della gravità della situazione contingente, decretò la sospensione di ogni attività sportiva a carattere nazionale (compreso il campionato misto di Serie A-B che avrebbe dovuto aver luogo nella stagione 1943-1944), con la motivazione di «lasciare totalmente gli atleti militari a compiere il loro dovere di soldati»; sarebbero state autorizzate le sole competizioni a carattere locale, compatibilmente con le esigenze militari.
In seguito al 25 luglio 1943 e la conseguente caduta del regime fascista, il neo nominato commissario del CONI Alberto Bonacossa, assunta temporaneamente il 12 agosto la Presidenza di tutte le federazioni, il 21 agosto 1943 nominò commissario della FIGC l'avvocato Giovanni Mauro, di tendenze antifasciste. Il 4 settembre 1943 Mauro abrogò quanto stabilito dal marchese Ridolfi, ripristinando i trasferimenti e annullando le retrocessioni, e, pur autorizzando le società a riprendere gli allenamenti a porte chiuse, decretò che, a causa del precipitare della situazione bellica, il campionato di guerra 1943-1944 non avrebbe avuto luogo, anche se alcuni giorni dopo dichiarò alla stampa che non fosse da escludere l'eventuale disputa del campionato qualora le condizioni lo avessero consentito. A Roma il commissario Mauro mantenne il comando della FIGC fino all'8 settembre (giorno di entrata in vigore dell'Armistizio di Cassibile): a quel punto, l'occupazione nazista dell'Italia centrosettentrionale determinò la frattura istituzionale tra gli organi federali della Repubblica Sociale Italiana e del Regno del Sud.
A Nord, la RSI scelse come Commissario del CONI Ettore Rossi, il quale assunse temporaneamente la direzione di tutte le federazioni sportive dopo aver dichiarato decaduti i precedenti commissari. La sede del CONI e di tutte le federazioni sportive furono spostate da Roma a Venezia. Nel marzo del 1944 Rossi fu sostituito alla presidenza del CONI da Puccio Pucci e la carica di presidente della FIGC rimase vacante per oltre tre mesi, periodo nel quale la gestione della Federazione fu affidata alla Consulta. Infine nel luglio 1944 il CONI, con la ratifica del Ministero della cultura popolare, nominò presidente della FIGC Ferdinando Pozzani. Il 23 agosto 1944 la sede del CONI e di molte federazioni sportive (tra cui la FIGC) fu spostata da Venezia a Milano.

La FIGC della Repubblica Sociale Italiana stabilì che nella stagione 1943-1944 i direttori di zona avrebbero organizzato i seguenti campionati:
- campionato regionale misto di Divisione Nazionale (che si disputò in Piemonte, Liguria, Lombardia, Veneto, Emilia, Venezia Giulia, Toscana e Lazio) tra squadre di Serie A, B e C (furono ammesse anche alcune squadre dei campionati di zona a integrazione degli organici);
- campionato misto di zona di I Divisione (spesso chiamato impropriamente nei libri della GEO Edizioni "Serie C Alta Italia" in quanto vi furono ammesse anche squadre di Serie C senza contare il fatto che il quotidiano La Stampa chiamava tale torneo misto di zona proprio "Serie C");
- campionato ragazzi.

Come annunciò il CONI della Repubblica Sociale Italiana in un comunicato del 20 aprile 1944, al termine dei campionati regionali misti di Divisione Nazionale, avrebbero avuto luogo le semifinali interzonali, strutturate in tre gironi di quattro squadre ciascuno (Girone A: Piemonte-Liguria e Lombardia; Girone B: Veneto e Venezia Giulia; Girone C: Emilia e Toscana), alle quali sarebbero state ammesse le migliori due classificate di ognuno dei campionati regionali (fatta eccezione per quello romano); le squadre vincitrici dei gironi interzonali ed eventualmente la vincitrice del campionato romano sarebbero stati ammessi alle finali del campionato di guerra. Tuttavia la liberazione di Roma impedì al vincitore del campionato romano di Divisione Nazionale (la Lazio) di prendere parte al girone finale e ragioni di carattere contingente spinsero la Federazione a modificare la formula del girone interzona tosco-emiliano (nel quale si verificò la defezione delle toscane per cause di forza maggiore, avendo il fronte di guerra ormai raggiunto la loro regione). Le finali furono disputate con il sistema del girone semplice (partite di sola andata) in campo neutro (fu scelta l'Arena di Milano, lo stadio dell'Ambrosiana-Inter). A vincere il campionato furono i VV.FF. Spezia, che nel triangolare finale ebbero la meglio su Torino e Venezia. Il titolo, inizialmente equiparato allo scudetto, fu per lungo tempo disconosciuto, salvo poi essere assegnato allo Spezia Calcio, come titolo onorifico, nel 2002 per delibera FIGC. 

Nelle regioni del Sud Italia sotto il governo Badoglio e l'occupazione alleata, l'attività calcistica stentò a riprendere fino almeno all'estate 1944. In Puglia Giosuè Poli, posto a capo del comitato locale del CONI, organizzò dapprima una "Coppa Puglia", che ebbe inizio nel gennaio 1944 con sedici partecipanti, e poi il "campionato pugliese" (chiamato anche "campionato dell'Italia Libera" nonostante la rilevanza prettamente locale) che ebbe termine solo nel gennaio 1945. Entrambe le competizioni furono vinte dall'U.S. Conversano, che schierava il portiere Leonardo Costagliola, giunto al Sud per sfuggire alla guerra in corso. In seguito alla liberazione di Roma il nuovo governo Bonomi II nominò il 22 giugno 1944 come commissario del CONI legittimo Giulio Onesti, il quale a sua volta nominò reggente della FIGC il 20 luglio 1944 Fulvio Bernardini, coadiuvato dai dirigenti Savarese e Zauli nonché da Ventura e Malvicini. Nel novembre 1944 Bernardini si dimise venendo prontamente sostituito da Ottorino Barassi. Per il resto del 1944 i comitati regionali dell'Italia Liberata organizzarono delle competizioni a carattere locale. In Campania, dal 25 giugno al 17 dicembre del 1944, si disputò la "Coppa della Liberazione", vinta dalla Salernitana. Nel Lazio il Comitato Regionale, subentrato al Direttorio di Zona della FIGC della RSI, fece recuperare l'unica partita del campionato romano 1943-1944 ancora da disputare e portò a termine il torneo a quattro supplementare, tra le prime quattro classificate del campionato, che fu vinto dalla Roma.
Si noti il fatto che sia al nord sia al sud molte squadre che nella stagione 1942-1943 militavano nelle serie inferiori si fossero rafforzate con giocatori di Serie A sfruttando una norma transitoria dalla FIGC promulgata nel 1943 che consentiva loro di schierare in campo giocatori di altre squadre (a condizione che queste ultime avessero concesso il nullaosta) in una sorta di "prestito". In ogni caso, una volta finita la guerra, i giocatori in questione avrebbero dovuto tornare alla società di appartenenza nella stagione 1942-1943.

## 1944-1945
Nella stagione 1944-1945 la FIGC della Repubblica Sociale Italiana fu impossibilitata a organizzare un campionato di Divisione Nazionale a causa della proibizione di ogni attività sportiva di rilievo stabilita dal governo e dalle truppe occupanti naziste a fine agosto 1944. I Direttori di Zona riuscirono comunque a organizzare delle competizioni a carattere regionale, in particolare:
- Il Torneo benefico lombardo si disputò in Lombardia nel 1944-1945 e fu vinto dal Como.
- La Coppa Città di Genova si disputò a Genova nel 1945 e fu vinta dal Genova 1893.[19]
- La Coppa Litorale Adriatico (anche nota come Torneo Adriatico o Coppa dell'Adriatico) si svolse nella Zona d'operazioni del Litorale adriatico, corrispondente alla Venezia Giulia, nel 1944-1945. Ebbe inizio il 15 ottobre 1944 e vi presero parte squadre militanti nelle prime tre serie nazionali come la Triestina (che però spesso veniva citata come "Unione" dai giornali), il Pro Gorizia e il Grion di Pola, oltre alle compagini minori e alle rappresentative militari nazifasciste. Furono disputati diversi gironi locali, gestiti dai Comitati Provinciali della Sezione Propaganda, le cui vincenti avrebbero disputato la fase finale per l'assegnazione del trofeo. Andrebbe accertato se la competizione fosse stata portata a termine (Il Popolo del Friuli del 13 aprile 1945, appena due settimane prima della Liberazione, scrisse che si dovevano disputare ancora le semifinali del torneo).

Questo non è comunque un elenco esaustivo. Furono disputati anche dei tornei di zona riservati alle squadre minori o quelli della Sezione Propaganda.
La FIGC legittima, quella cioè che gestiva le competizioni calcistiche nell'Italia Liberata, stabilì che nella stagione 1944-1945 i comitati regionali avrebbero gestito i seguenti campionati:
- campionato misto di Divisione Nazionale;
- campionato di Prima Divisione;
- campionato di Seconda Divisione;
- campionati della Sezione Propaganda.

Andrebbe detto però che nel Lazio, in luogo dei regolari campionati regionali di Prima e Seconda Divisione, si disputò un "campionato di qualificazione", una sorta di campionato misto di I-II Divisione. Le vincenti dei campionati regionali di Prima Divisione sarebbero state promosse in Serie C. Si disputarono così i seguenti campionati regionali misti di Divisione Nazionale:
- Il Campionato romano di guerra si disputò a Roma nel 1944-1945 tra le varie compagini calcistiche della regione Lazio e fu vinto dalla Roma.
- Il Campionato toscano di guerra si disputò in Toscana nel 1945 e fu vinto dalla Fiorentina, che batté in finale la Pro Livorno.
- Il Campionato campano si disputò nel 1945 e fu vinto dallo Stabia. Presero parte a questa competizione 10 squadre: Salernitana, Napoli, Stabia, Scafatese, Torrese, Casertana, Frattese, Portici, Internaples e PMI (una squadra composta da agenti della Polizia Militare).
- Il Torneo misto pugliese, disputato nel 1945 e vinto dal Bari. Vi parteciparono tredici formazioni tra cui il Bari, che era quella di categoria più elevata (la Serie B), mentre Gioia e Barletta avevano militato nell'ultima stagione in Serie C e tutte le altre in Prima Divisione tra cui il Matera, unica squadra non pugliese. In realtà la categoria d'appartenenza non si riverberò compiutamente nelle rose delle varie squadre (ad eccezione del Bari, la cui rosa era composta in gran parte dagli atleti retrocessi in B nell'ultimo campionato di Serie A), che disposero ciascuna di diversi professionisti delle due massime serie, sicché tale torneo fu "misto" anche in tal senso.
- Il Campionato siciliano si disputò dal 1944 al 1945 e fu vinto dal Palermo, davanti ad Alcamo, SPAL Caltanissetta e Siracusa.
- Il Torneo misto abruzzese si disputò dal 1944 al 1945 e fu vinto dal Pescara, davanti a Chieti, Avezzano e L'Aquila.

Al termine dei campionati zonali misti di Divisione Nazionale, si sarebbe dovuta svolgere, nei piani della Federazione, la fase interregionale per l'assegnazione del titolo di Campione dell'Italia Liberata. Le sedici squadre ammesse alla fase interregionale sarebbero state:
- le prime tre classificate del campionato romano (Roma, Lazio e Italia Libera);
- le prime tre classificate del campionato campano (Stabia, Salernitana e Napoli);
- le prime tre classificate del campionato pugliese (Bari, Arsenale Taranto e Lecce);
- le prime tre classificate del campionato toscano (Fiorentina, Pro Livorno e una ulteriore squadra);
- le prime due classificate del campionato siciliano (Palermo e Siracusa);
- le prime due classificate del campionato abruzzese (Pescara e Chieti).

Secondo uno dei due progetti della FIGC (da sottoporre a referendum tra i Comitati Regionali e le società), le sedici squadre ammesse sarebbero state suddivise in quattro tornei a eliminazione diretta con semifinali e finale in campo neutro, e le quattro vincenti avrebbero disputato un ulteriore torneo per l'assegnazione del titolo; secondo l'altro progetto le sedici squadre avrebbero disputato un torneo a eliminazione diretta con partite di andata e ritorno in cui non valeva il quoziente reti ma nel caso di una vittoria a testa si sarebbe proceduti al sorteggio o alla "bella" in campo neutro. Tuttavia, per problemi organizzativi (tra cui l'eccessivo protrarsi dei campionati regionali), le finali interregionali non furono disputate.